# 托尔西站
托尔西站是法国巴黎东郊的一个通勤铁路车站，位于77省的托尔西境内。属于第五收费区（Zone 5）。

## 位置
托尔西站位于托尔西的南部，法兰西岛大区快铁A线上，距离沙特莱-大堂站大约22.6公里。车站轨道大致呈东西走向，是一个半上层式的铁路车站，出入口靠近车站上行方向，南北两侧均有1个。

## 设施
托尔西站设有人工售票窗口和自动售票机，并设有无障碍设施。

## 历史
托尔西站自1980年12月19日开始投入使用。之前RER A的东端终点站是大努瓦西东山站（Noisy-le-Grand – Mont d'Est）。直到1992年以前，托尔西站都是A4支线的终点站。1992年4月以后A4支线再次拓延至马恩拉瓦莱-谢西站，直达巴黎迪士尼樂園，托尔西站作为A4线上普通的一站被保留下来。
2008年至2013年间，从马恩拉瓦莱-谢西站出发通往巴黎方向的车次均不在马恩河畔布里站和讷伊普莱桑斯站停靠，前往这两个站的乘客需要在大努瓦西东山站换乘。2014年后，除高峰期外，大部分车次恢复了原来的停站。2017年12月起，RER A线的时刻表再次进行了大规模的调整，其中工作日约有近2/5的车次终点为托尔西，而周末及夜间绝大部分车次都将开往马恩拉瓦莱-谢西站。
托尔西站东侧设有列车存放车库和检修基地。

## 站台设置
| 北↑ |             |                      |  |
| 3道 |             | 存车线               |  |
|     | 岛式        |                      |  |
| 2道 |             | 马恩拉瓦莱-谢西方向→ |  |
| 1道 |             | ←巴黎方向            |  |
|     | 侧式 主站房 |                      |  |
| 南↓ |             |                      |  |

## 停靠线路
以下列车线路在托尔西站停靠：
| 巴黎大眾運輸公司 托尔西站列车线路表（区域线路）       |               |           |                     |                          |
| 起点                                                  | 上一站        | 线路      | 下一站              | 终点                     |
| 塞尔吉高地（夜间及节假日） 圣日耳曼昂莱（工作日白天） | 努瓦谢勒 洛涅 | [T] · (A) | 比西圣乔治 欧洲谷   | 马恩拉瓦莱-谢西          |
| 普瓦西                                                | 洛涅          | [T] · (A) | （终点） 比西圣乔治 | （终点） 马恩拉瓦莱-谢西 |

## 服务
托尔西站在正常时段的发车频率约为5分钟一班，高峰时期的发车频率是每小时12至18班次，晚间及节假日的发车频率是10分钟一班。从托尔西站到巴黎中心地区的沙特莱-大堂站需要约30分钟，到商务区拉德芳斯站需要约40分钟，到迪士尼乐园所在的马恩拉瓦莱-谢西站需要10分钟。

## 配套交通

### 长途客车
| 停靠托尔西站的大巴车          |                        | |
| 上下车地点                    | 运营单位               | 主要线路及目的地 |
| 托尔西汽车站 （托尔西站南侧） | Seine-et-Marne Express | 18 Melun · Lieusaint - Moissy · Émerainville - Pontault-Combault · Nanteuil-lès-Meaux · Meaux 19 Vaire - Torcy · Brou-sur-Chantereine · Chelle - Gournay RER · Roissypôle |
| 托尔西汽车站 （托尔西站南侧） | Mobilien               | Express 100 Noisiel · Champs-sur-Marne · Créreil |
| 托尔西汽车站 （托尔西站南侧） | (N)                    | Paris-Gare de Lyon · Nogent-sur-Marne · Noisy-le-Grand · Noisy - Champs · Noisiel · Chessy-TGV                                                                            |
| 1.                            |                        | |

### 城市公共交通
| 托尔西站附近的市内公共交通线路 |                               |                  | |
| 公交车站名称                   | 位置                          | 运营单位         | 停靠线路 |
| 托尔西-快铁站                  | 托尔西汽车站 （托尔西站南侧） | 巴黎大眾運輸公司 | 211 托尔西-快铁站 ↔ 谢勒-地天商业中心 220 托尔西-快铁站 ↔ 马恩河畔布里-快铁站 321 托尔西-快铁站 ↔ 洛涅-快铁站 421 马恩河畔韦尔-城铁韦尔-托尔西站/托尔西-快铁站 ↔ 蓬托-孔博-快铁站                                                                |
| 托尔西-快铁站                  | 托尔西汽车站 （托尔西站南侧） | PEP'S            | 13 托尔西-快铁站 ↔ 奥祖瓦尔-拉费里耶尔-快铁站 21 托尔西-快铁站 ↔ 马恩河畔托里尼-城铁拉尼-托里尼站 25 托尔西-快铁站 ↔ 马恩河畔托里尼-城铁拉尼-托里尼站 29 托尔西-快铁站 ↔ 马恩河畔托里尼-城铁拉尼-托里尼站 46 托尔西-快铁站 ↔ 塞里斯-快铁欧洲谷站 |
| 托尔西-快铁站                  | 托尔西汽车站 （托尔西站南侧） | STIGO            | 18 托尔西-快铁站 ↔ 布里地区图尔南-快铁站/戴高乐 |
| 托尔西-快铁站                  | 托尔西汽车站 （托尔西站南侧） | (N)              | 巴黎-里昂火车站 ↔ 托尔西-快铁站 |
| 1. 2. 3. 4.                    |                               |                  | |

## 临近车站
| 托尔西站（Gare de Torcy）      |                     |                      |
| 上行车站                       | 线路                | 下行车站             |
| 洛涅站 1.6km ←                 | 法兰西岛大区快铁A线 | 比西圣乔治站 → 4.4km |
| - 本表仅显示运营中的线路及车站 |                     |                      |

## 图集

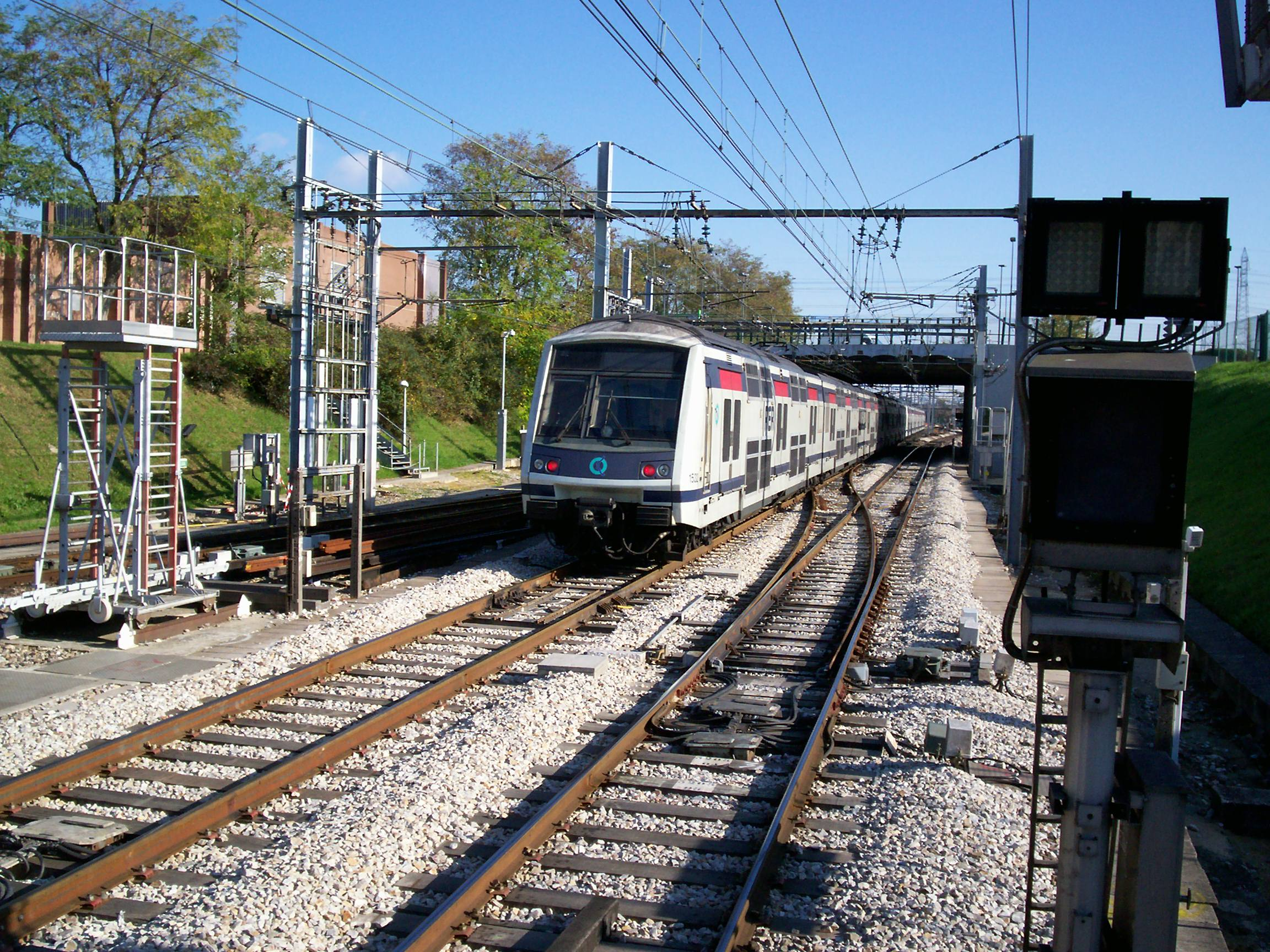
一列离站的列车，开往马恩拉瓦莱-谢西站（巴黎迪士尼樂園方向）
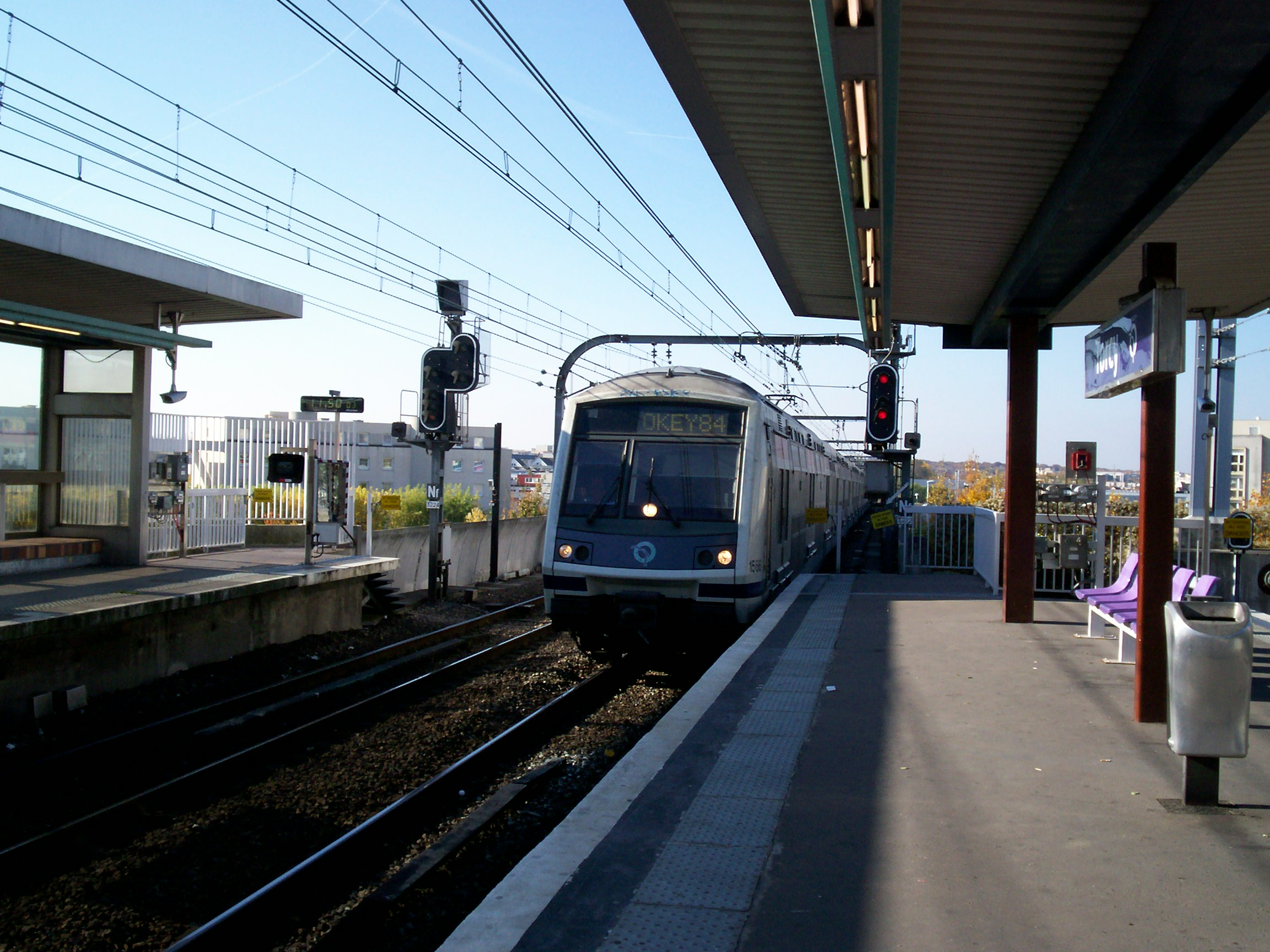
一列标示“OKEY”的短线列车
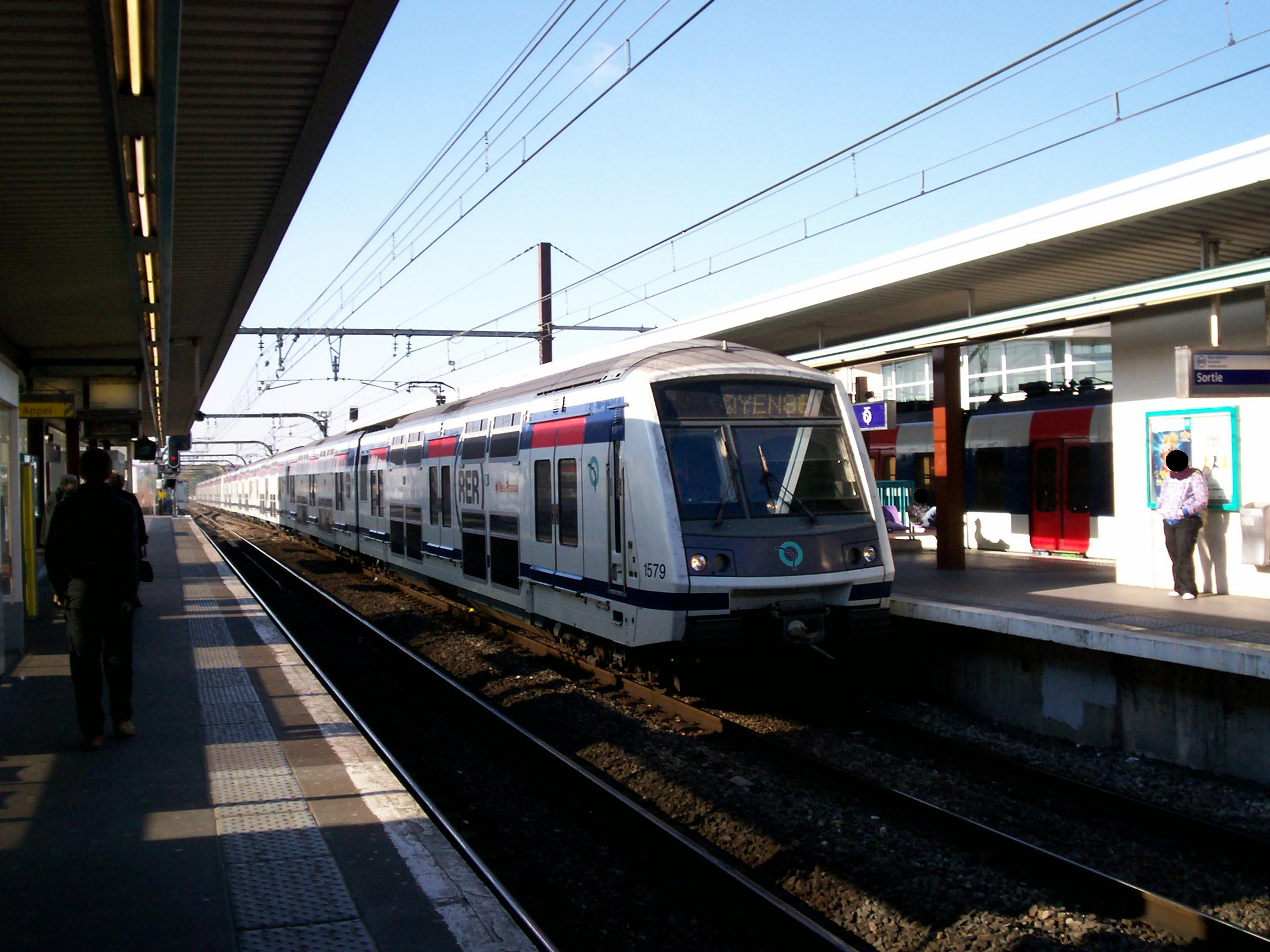
一列标示“QYEN”的短线列车
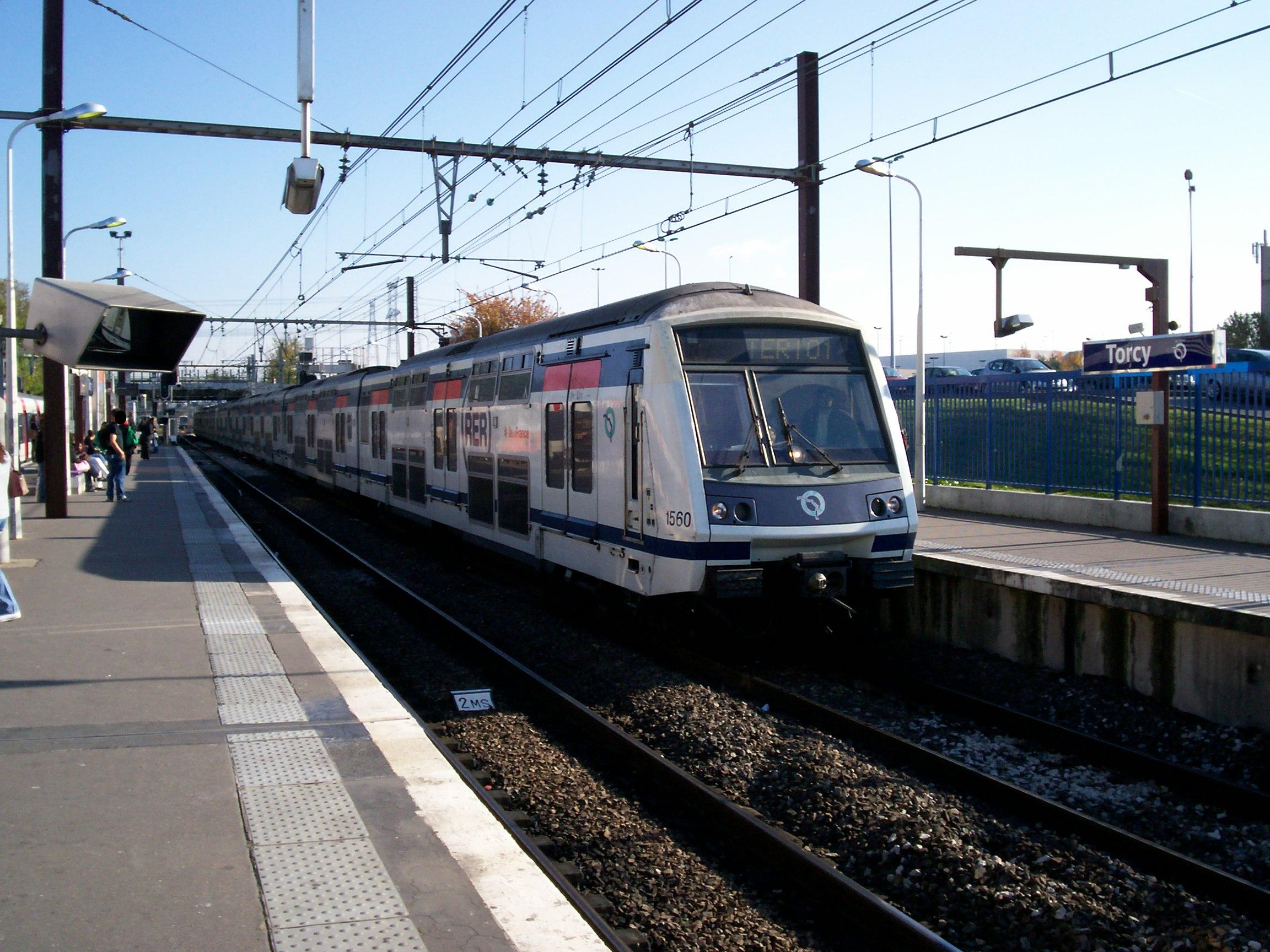
一列西行的列车，终点站是普瓦西站